# Protogoniomorpha anacardii
Protogoniomorpha anacardii là một loài bướm trong họ Nymphalidae được tìm thấy ở Africa.
Thức ăn của chúng là Asystasia, Brillantaisia, Isoglossa, Justicia, Mimulopsis, and Paulowilhelmia species.

## Phân loài
- P. a. anacardii
- P. a. duprei (Vinson, 1863)
- P. a. nebulosa Trimen, 1881

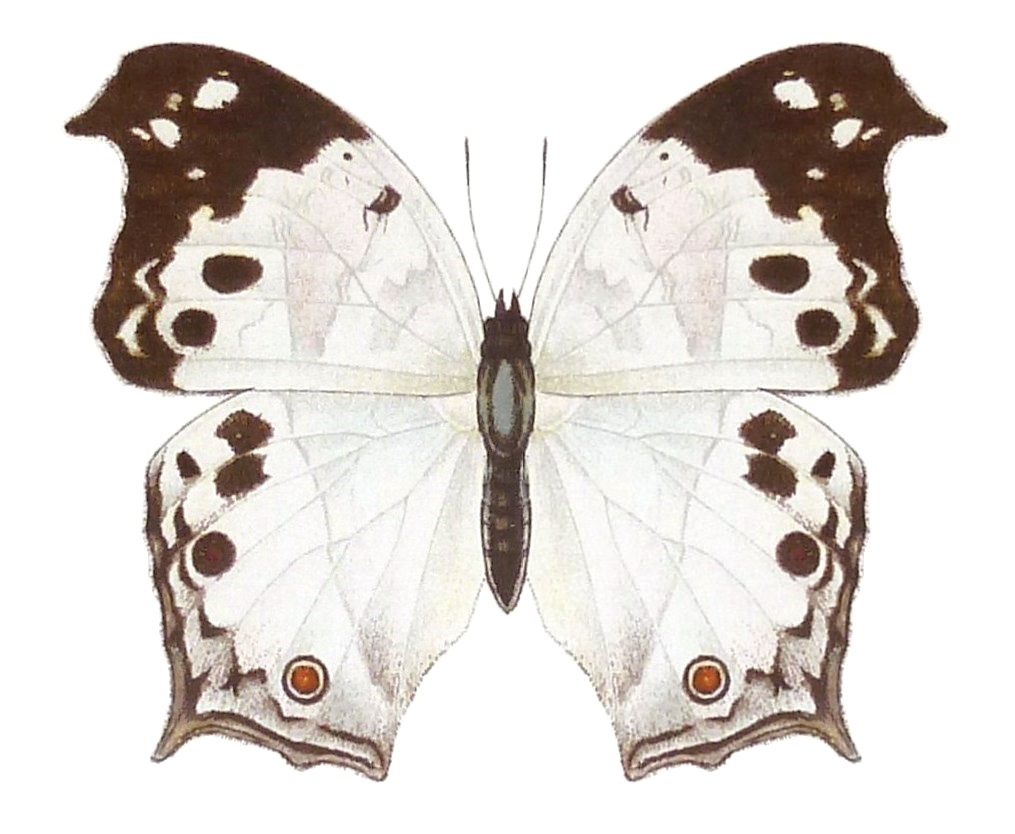
Protogoniomorpha anacardii anacardii
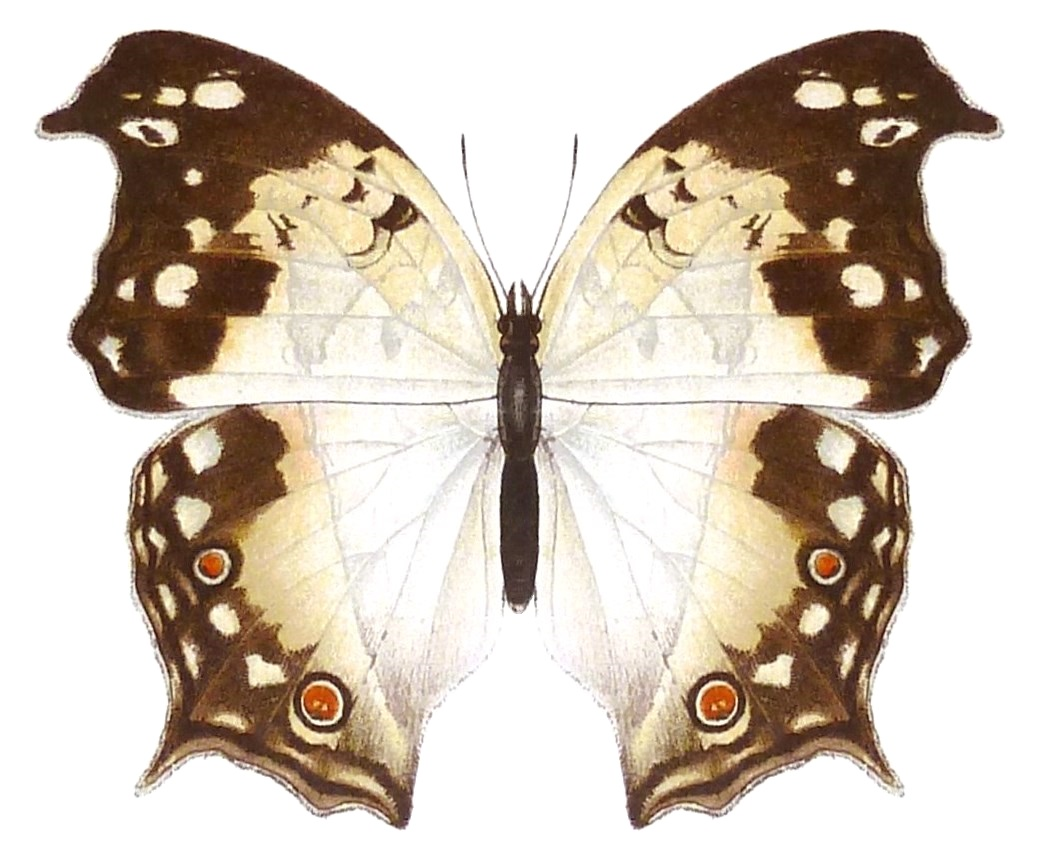
Protogoniomorpha anacardii nebulosa
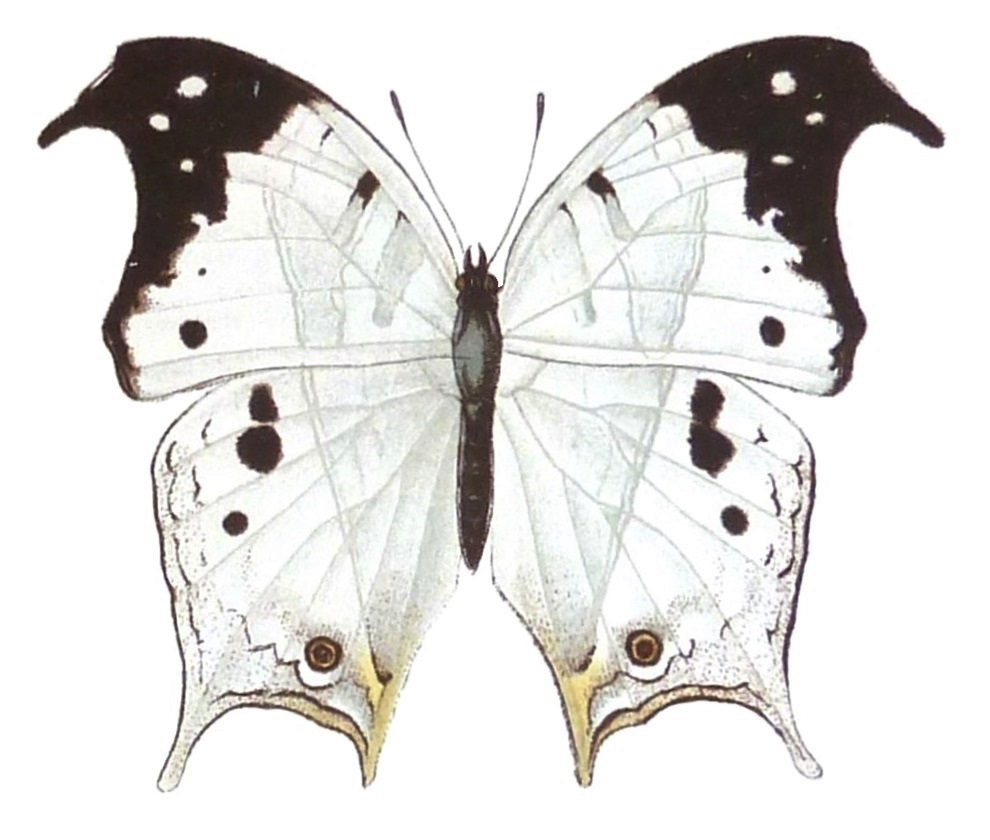
Protogoniomorpha anacardii duprei